# Langues au Pérou
 (septembre 2010).
Si vous disposez d'ouvrages ou d'articles de référence ou si vous connaissez des sites web de qualité traitant du thème abordé ici, merci de compléter l'article en donnant les références utiles à sa vérifiabilité et en les liant à la section « Notes et références ».
Les langues au Pérou regroupent l’ensemble des langues, qu’elles soient autochtones ou allochtones, du Pérou. Sur le plan culturel, le Pérou présente une grande diversité linguistique. Selon des estimations, il existe une cinquantaine de langues qui cohabitent dans le territoire péruvien.
La langue officielle la plus répandue au Pérou est l’espagnol, appelé aussi castillan qui est aussi la langue maternelle de 80,2 % de la population et la lingua franca de la société péruvienne. Les langues autochtones, dont le quechua (13,2 %) et l’aymara (1,8 %), viennent en deuxième et troisième position. Elles sont reconnues officielles là où elles sont parlées en majorité. D'autres langues amérindiennes y sont aussi parlées, mais leurs locuteurs sont beaucoup moins nombreux et plusieurs de ces langues sont en voie de disparition, au profit de l'espagnol.

## Langues autochtones

Distribution géographique des langues quechuas

Les langues autochtones du Pérou sont parlées principalement dans les régions centrales des Andes et dans la forêt amazonienne. Une grande partie des langues andines étaient parlées dans les régions côtières et andines du Nord du pays, mais elles disparurent au cours du XIXe siècle lorsque les populations concernées furent scolarisées en espagnol.
Les quatre langues autochtones des Andes qui s'utilisent encore couramment et qui ont été dotées d'alphabets sont le quechua, l'aymara, le jaqaru et le kawki. Par ailleurs, un grand nombre de langues subsistent jusqu’à nos jours dans la région amazonienne, dont les plus importantes sont l'ashánika et l'aguaruna. Actuellement, les linguistes ont identifié 14 familles linguistiques dans le territoire péruvien et il reste encore à regrouper plusieurs langues isolées et non classées.
On sait aujourd’hui que le nombre des langues autrefois employées au Pérou dépassait largement 300, voire 700 selon le chroniqueur José de Acosta. C’est à partir de l’époque coloniale mais surtout à l’époque républicaine que les langues indigènes connaissent une période difficile avec la discrimination anti-indigène de la part de la population dominante d’origine européenne, dite « créole », avec l’esclavage et l’extinction de certains peuples aborigènes, l’acculturation des autres puis l’indifférence du gouvernement péruvien à leur égard. Durant plus de quatre siècles, les cultures autochtones ne sont pas perçues comme des civilisations (pas même par leurs porteurs) mais comme des us, coutumes et superstitions de « sauvages païens » : le christianisme et la langue espagnole s’imposent comme les seules clefs pouvant ouvrir les portes de l’ascension sociale.
Tous ces facteurs ont provoqué une réduction du nombre des langues à 150, lesquelles se trouvent pour la plupart en voie de disparition. Même des langues autrefois prestigieuses ayant eu le statut de lingua franca dans l’Empire inca, comme le Pukina jadis dominant dans tout le bassin du lac Titicaca, ont déjà disparu (les deux derniers locuteurs du pukina, qui vivaient à Puno, se sont éteints dans les années 2000, leurs familles passant à l’aymara et à l’espagnol).

## Données démolinguistiques
| Langue                       | Locuteurs 1993 | % (total) | Locuteurs 2007 | % (total) |
| ---------------------------- | -------------- | --------- | -------------- | --------- |
| Espagnol                     | 15 405 014     | 80,27 %   | 20 723 489     | 83,92 %   |
| Quechua                      | 3 177 938      | 16,56 %   | 3 262 137      | 13,21 %   |
| Aymara                       | 440 380        | 2,29 %    | 434 372        | 1,76 %    |
| (autre langue indigène)      | 132 174        | 0,69 %    | 223 941        | 0,91 %    |
| (langue étrangère)           | 35 118         | 0,18 %    | 21 097         | 0,09 %    |
| (sans réponse / sourd-muets) | 117 979        |           | 28 905         |           |

## Liste des langues autochtones du Pérou
Voici une liste non exhaustive des langues autochtones disparues au XXe siècle ou en voie de disparition. 
- Andoke
- Langues aymaranes
  - Aymara
  - Jaqaru
- Langues arawanes
  - Kulina
- Arawak
- Langues witotoanes
  - Bora
- Harakmbut*
  - Amarakaeri
  - Huachipaeri
- Huaorani
- Jívaro
- Candoshi (Candoshi)
- Cahuapana (Cahuapana)*
- Koihoma
- Munichi (muniche, otonabe)
- Nonunya
- Omurana
- Langues pano-tacananes
  - Langues panoanes
  - Langues tacananes (takana)
    - Ese 'ejja (chama, tatinawa)
- Langues peba-yaguanes *
  - Peba
  - Yagua (yawa)
- Quechua
- Resígaro
- Shimaku (Urarina)
- Taushiro
- Tequiraca (auishiri)
- Ticuna (tikuna)
- Tucano
  - Koto (payawá, payowahe, orejón)
  - Secoya (piohé)
- Tupí
- Langues zaparoanes
  - Andoa
  - Arabela (chiripunu)
  - Kahouarano (Cahuarano)
  - Iquito (hamakore, amakakore, ikito)